# پارک ملی ایگوئاچو
پارک ملی ایگوئاچو (به پرتغالی: Parque Nacional do Iguaçu) نام یک پارک ملی در ایالت پارانا در کشور برزیل است. این پارک ملی بخاطر آبشارهای فراوان و گونه‌های مختلف پرندگان ساکن درآن، دارای شهرت جهانی است. این پارک در ۱۷ نوامبر ۱۹۸۶ در نشست سالانه در پاریس، به عنوان میراث طبیعی بشریت انتخاب شد. مساحت این پارک ۱۸۵.۲۶۲ هکتار می‌باشد.